# العلاقات البنمية السويسرية
العلاقات البنمية السويسرية هي العلاقات الثنائية التي تجمع بين بنما وسويسرا.

## مقارنة بين البلدين
هذه مقارنة عامة ومرجعية للدولتين:
| وجه المقارنة                                              | بنما                      | سويسرا                                                                                      |
| --------------------------------------------------------- | ------------------------- | ------------------------------------------------------------------------------------------- |
| المساحة (كم2)                                             | 74.18 ألف                 | 41.28 ألف                                                                                   |
| عدد السكان (نسمة)                                         | 4.10 مليون                | 8.21 مليون                                                                                  |
| الكثافة السكانية (ن./كم²)                                 | 55.27                     | 198.89                                                                                      |
| العاصمة                                                   | بنما                      | برن                                                                                         |
| اللغة الرسمية                                             | اللغة الإسبانية           | اللغة الألمانية، اللغة الإيطالية، لغة فرنسية، اللغة الرومانشية، الألمانية السويسرية الموحدة |
| العملة                                                    | بالبوا بنمي، دولار أمريكي | فرنك سويسري                                                                                 |
| الناتج المحلي الإجمالي (بليون دولار)                      | 61.84 مليار               | 678.89 مليار                                                                                |
| الناتج المحلي الإجمالي (تعادل القوة الشرائية) بليون دولار | 87.37 مليار               | 518.07 مليار                                                                                |
| الناتج المحلي الإجمالي الاسمي للفرد دولار أمريكي          | 13.27 ألف                 | 80.94 ألف                                                                                   |
| الناتج المحلي الإجمالي للفرد دولار أمريكي                 | 20.89 ألف                 | 59.54 ألف                                                                                   |
| مؤشر التنمية البشرية                                      | 0.780                     | 0.930                                                                                       |
| رمز المكالمات الدولي                                      | +507                      | +41                                                                                         |
| رمز الإنترنت                                              | .pa                       | .ch، .swiss ‏                                                                                |
| المنطقة الزمنية                                           | 00                        | توقيت وسط أوروبا، ت ع م+01:00، ت ع م+02:00، أوروبا/زيورخ ‏                                   |

## منظمات دولية مشتركة
يشترك البلدان في عضوية مجموعة من المنظمات الدولية، منها:
| علم المنظمة | اسم المنظمة                               | تاريخ انضمام بنما | تاريخ انضمام سويسرا |
| ----------- | ----------------------------------------- | ----------------- | ------------------- |
|             | مؤسسة التمويل الدولية                     | 20 يوليو 1956     | 29 مايو 1992        |
|             | منظمة حظر الأسلحة الكيميائية              | ?                 | ?                   |
|             | يونسكو                                    | 10 يناير 1950     | 28 يناير 1949       |
|             | الاتحاد الدولي للاتصالات                  | 14 يوليو 1914     | 1866                |
|             | الأمم المتحدة                             | 13 نوفمبر 1945    | 10 سبتمبر 2002      |
|             | منظمة الشرطة الجنائية الدولية             | ?                 | ?                   |
|             | البنك الدولي للإنشاء والتعمير             | 14 مارس 1946      | 29 مايو 1992        |
|             | الاتحاد البريدي العالمي                   | ?                 | ?                   |
|             | منظمة التجارة العالمية                    | ?                 | ?                   |
|             | مؤسسة التنمية الدولية                     | 1 سبتمبر 1961     | 29 مايو 1992        |
|             | الفريق المعني برصد الأرض                  | ?                 | ?                   |
|             | المركز الدولي لتسوية المنازعات الاستشارية | 8 مايو 1996       | 14 يونيو 1968       |
|             | وكالة ضمان الاستثمار متعدد الأطراف        | 21 فبراير 1997    | 12 أبريل 1988       |

## وصلات خارجية
- موقع وزارة الخارجية البنمية
- موقع وزارة الخارجية السويسرية